# Carbonfaserverstärktes PEEK
Carbonfaserverstärktes PEEK (auch CF/PEEK oder Kohlenstofffaserverstärktes PEEK) bezeichnet einen Faserverbundwerkstoff, der durch Einbetten von Kohlenstofffasern in einer Matrix aus Polyetheretherketon (PEEK) entsteht.

## Herstellung
Werkstücke aus CF/PEEK werden meist durch Heißpressen aus mit PEEK vorimprägniertem Gewebe (Prepreg) als Ausgangsmaterial hergestellt.
CF/PEEK lässt sich durch spanabtragende Verfahren bearbeiten, ebenso durch Wasserstrahlschneiden. Zur Herstellung eines dünnwandigen dreidimensionalen Bauteils wird meist eine ebene CF/PEEK Platte umgeformt.

## Materialeigenschaften
CF/PEEK nimmt weniger Feuchtigkeit auf als CF-Epoxidharz-Verbundwerkstoffe, hat ein besseres Brandverhalten, und eine höhere Schlagzähigkeit. Anders als bei CF-Epoxidharz-Verbundwerkstoffen nimmt die Schlagzähigkeit mit steigender Temperatur zu.
- Einsatztemperatur maximal 260 °C
- röntgenstrahlendurchlässig
- gute chemische Resistenz
- gute Abriebfestigkeit

## Abgrenzung zu herkömmlichen Faserverbundwerkstoffen
Durch die thermoplastischen Matrix ergibt sich die Möglichkeit der Formgebung durch Thermoformen. Herkömmliche Faserverbundwerkstoffe, die meist eine duroplastische Matrix (zum Beispiel aus Epoxidharz) haben, können nicht mittels Thermoformen bearbeitet werden.
CF/PEEK bietet eine höhere Resistenz gegen Chemikalien als herkömmliche duroplastischen Kohlenstofffaserverbundwerkstoffe und eine Dauereinsatztemperatur bis 250 °C.
Der Vorteil von CF/PEEK gegenüber reinem unverstärkten PEEK liegt in der wesentlich höheren Steifigkeit und Festigkeit von verstärktem PEEK.
Einsatzgebiete für CF/PEEK sind Anwendungen, für die Metalle zum Beispiel auf Grund der Anforderungen an Gewicht, geringe thermische Ausdehnung oder Röntgenstrahlendurchlässigkeit nicht in Frage kommen und herkömmliche Faserverbundwerkstoffe durch Anforderungen an Temperaturbeständigkeit, Festigkeit, Verschleißfestigkeit, Feuchtigkeitsaufnahme oder Brandverhalten ausscheiden.